# Dammersdorf
Dammersdorf ist ein Ort im niederbayerischen Landkreis Straubing-Bogen am Südhang des Gallners. Er ist auf das Gebiet der Gemeinden Haselbach und Haibach aufgeteilt.

## Geographie

### Geographische Lage
Dammersdorf liegt am Südhang des Gallner Bergs. Der historische Teil liegt in einer Mulde des Blumergrabens an der Kreisstraße SR 13 zwischen Herrnfehlburg und Irschenbach. Ein jüngerer Teil des Orts liegt weiter nordwestlich in der Flur Im Weinberg Feld östlich der Straße nach Gallner. Dammersdorf liegt in einer Entfernung (Luftlinie) zum Ortskern von Haselbach von etwa vier Kilometern und zum Ortskern von Haibach von drei Kilometern.

### Gliederung
Das Amtliche Ortsverzeichnis kennt zwei Orte mit diesem Namen in unmittelbarer Nachbarschaft. Es sind dies der Weiler Dammersdorf, ein Ortsteil der Gemeinde Haselbach nördlich der Kreisstraße SR 13, und die Einöde Dammersdorf, ein Ortsteil der Gemeinde Haibach in der Gemarkung Irschenbach südlich der Kreisstraße SR 13.

### Nachbarorte
Nachbarorte sind Hacksberg, Seemuck, Froschau, Irschenbach, Gallner, Oberweinberg und Herrnfehlburg.

### Klima
Drei Weinberge werden in einer Urkunde von 1184 angesprochen. Auch Flurnamen wie Im Weinberg Feld deuten auf früheren Weinanbau hin.

## Geschichte

### Frühere Namensformen
Als frühere Namensformen sollen Tiemannesdorf, Tichmannasdorf, Temannesdorf, Teimanstorf, Dämastorf, Dammerstorff und Thamersdorf verwendet worden sein und der Ortsname auf den Personennamen Teutman zurückgehen.

### Entwicklung
Die früheste urkundliche Erwähnung (von Tiemannesdorf) erfolgte 1105. Eine Urkunde von 1274 beschreibt den Besitz des Klosters Oberalteich und berichtet von einer villa in Teimanstorf. Das Urbar um 1430 listet: Herrensitz, 1 Hof, 2 Huben, 1 Lehen, 1 Sölde. Im Hofanlagsbuch von 1760 werden 5 Anwesen unter der Herrschaft der Hofmark Irschenbach und  weitere Anwesen der Hofmark Oberalteich genannt.

### Teilung
Der südliche Teil von Dammersdorf kam durch einen Gebietstausch von der Gemeinde Haselbach zur Gemeinde Haibach. Im Gegenzug erhielt Haselbach den Ort Dietersdorf und die westlichen Teile von Roßhaupten. Der südliche Teil von Dammersdorf, jetzt Haibach, ist schon in der Uraufnahme von 1808-1864 an gleicher Stelle mit zwei Wohngebäuden dargestellt, gehört also zum historischen Teil von Dammersdorf.

### Einwohnerentwicklung
| Jahr      | 1835 | 1860 | 1871 | 1875 | 1885 | 1900 | 1925 | 1950 | 1961 | 1970 | 1987 |
| --------- | ---- | ---- | ---- | ---- | ---- | ---- | ---- | ---- | ---- | ---- | ---- |
| Einwohner | 50   | 45   | 37   | 39   | 40   | 49   | 59   | 73   | 52   | 38   | 44   |

## Kultur und Sehenswürdigkeiten

### Baudenkmäler
In Dammersdorf stehen zwei gelistete Baudenkmäler, die Wegkapelle im Weinfeld und ein typisches Waldlerhaus.